# Rock & Pop Zentrum Bonn

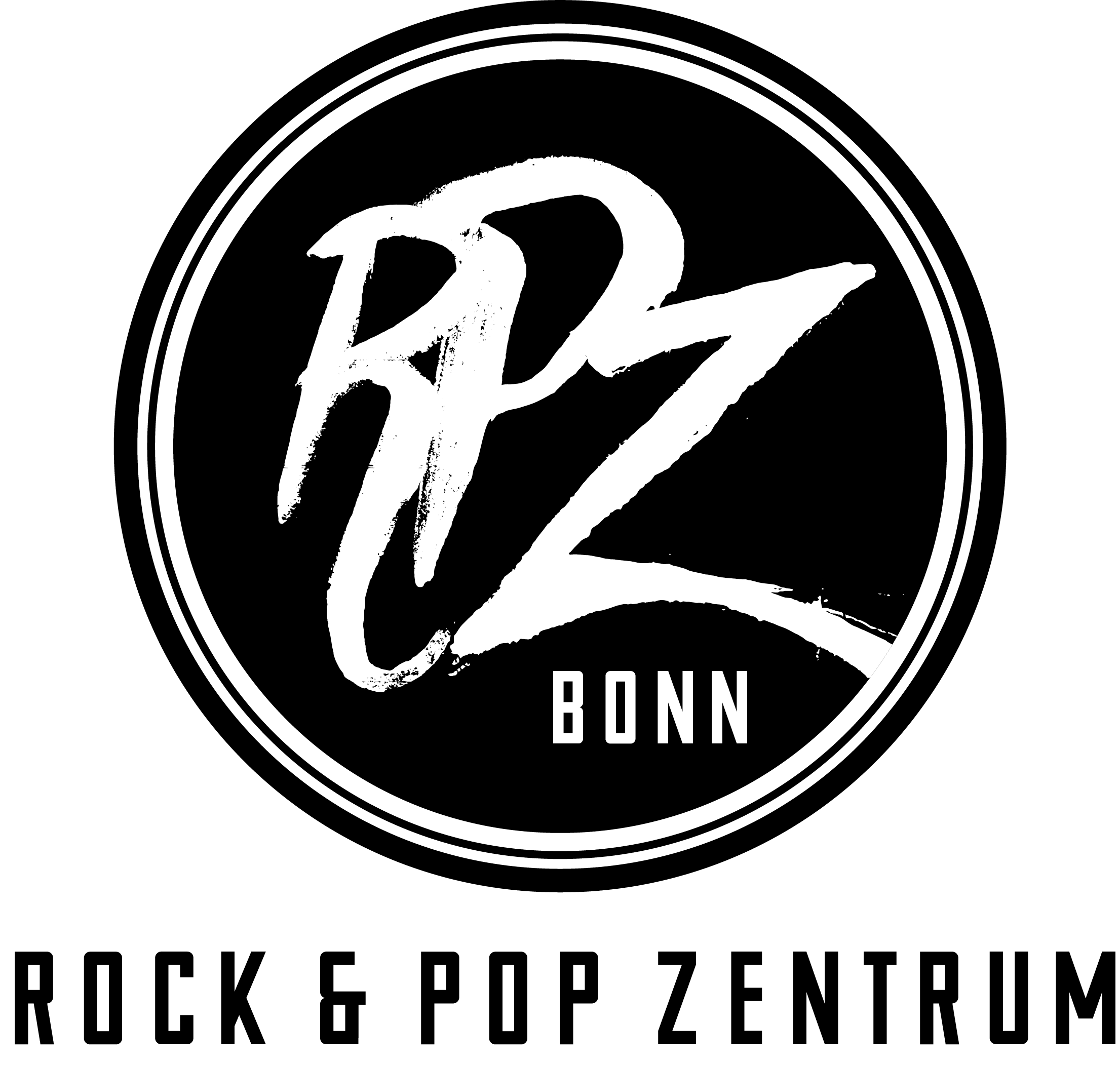
RPZ Bonn Logo

Das Rock und Pop Zentrum Bonn (RPZ) ist eine von der Stadt Bonn unterstützte Konzertlocation und Bildungseinrichtung im historischen Hansa-Haus in Bonn Bad Godesberg, die von der Musiknetzwerk gGmbH betrieben wird und zur Nachwuchsförderung der Rock- und Popszene dient.

## Gründung
Mit seiner Gründung als Nachfolgeorganisation des Vereins Bonner Rockmusiker (VBR) übernahm das Musiknetzwerk Bonn im Jahr 2003 unter der Leitung von Cyrus und Shirin Valentine auch die Räumlichkeiten des insolvent gegangenen Vereins im Hansa-Haus. Ab 2013 erfolgten, unter anderem aus Brandschutzgründen, drei Jahre andauernde umfangreiche Renovierungsmaßnahmen, während denen das Musiknetzwerk in die ehemalige Michaelschule auswich und das Konzept des RPZ entwickelt wurde. Die Eröffnung erfolgte im Rahmen eines Konzerts zusammen mit der Wiedereröffnung des Hansa-Hauses am 24. September 2016.

## Konzept
Das RPZ Bonn vereint unter einem Dach die Büroräume des Musiknetzwerks, 15 Proberäume, ein Tonstudio, einen Seminarraum, weitere Büroräume für Start-Ups sowie einen Veranstaltungsraum mit Bühne und einer Kapazität von ca. 120 Personen, dessen Ausstattung  von der Stadt Bonn im Rahmen der Kulturförderung mit 25.000 Euro unterstützt wurde.
Im Seminarraum werden Seminare und Workshops für Teilnehmer des vom Musiknetzwerk veranstalteten Toys2Masters-Contests und andere interessierte Musiker angeboten. Zudem erhalten ausgewählte Bewerber durch die RPZ Talent Base eine individuelle und längerfristige Betreuung, die nach Angaben des Musiknetzwerks auf die Vermittlung in die Musikindustrie hinarbeiten soll.
Der Veranstaltungsraum im ersten Stockwerk des RPZ wird größtenteils für vom Musiknetzwerk organisierte Konzerte von Nachwuchskünstlern und -bands verwendet, aber auch gelegentlich für externe Veranstaltungen zur Verfügung gestellt. Dies geschieht im Rahmen von Vorrunden von Toys2Masters, von nicht wettbewerbsorientierten Newcomer-Konzerten (RPZ Showcase) oder von Konzerten unter einem bestimmten Oberthema oder eines bestimmten Genres (z. B. Girls Rock, die Acoustic Night oder die Headbanger’s Night).

## Dozenten (Auswahl)
- Florian Dauner[8]
- Volkmar Kramarz
- Robert Grosse
- Claudio Malaguti[9]
- Michael Mertens
- Shirin Valentine
- Sebastian Eichmeier